# Пильхинкууль (месторождение)
Месторождение реки Пильхинкуу́ль — месторождение россыпного золота в среднем течении одноимённой реки у побережья Чукотского моря в пределах Иультинского района Чукотского АО России.

## История открытия и развития месторождения
В 1961 году в районе реки Пильхинкууль проводила изыскания геолого-разведочная партия под руководством В. П. Полэ. Первая богатая проба была намыта у ручья, впадающего в Пильхинкууль, который получил название Фортуна. Последующие поиски и разведка Полярнинской геологоразведочной партией Чаунского РайГРУ выявили наличие крупного месторождения, и уже в следующем году были начаты активные работы по строительству нового прииска Полярный, который стал относиться к Иультинскому горнорудному комбинату.
В апреле 1968 года на базе прииска был создан Полярнинский горно-обогатительный комбинат, непосредственно вошедшего в состав производственного объединения «Северовостокзолото».
Пик золотодобычи на месторождении пришёлся на середину 1970-х—начало 1980-х гг., в 1974 году было добыто 5,5 тонн золота.
К середине 1990-х гг. все участки с высоким содержанием золота были отработаны, попытки внедрения новых технологий золотоизвлечения на месторождении оказались неудачными, Полярнинский ГОК хозяйственную деятельность прекратил.

## Геологическая характеристика
Россыпь принадлежит Пильхинкууль-Рывеемскому золотоносному узлу. Коренными источниками россыпи являются золоторудные проявления, выявленные в бассейне реки. Россыпь аллювиальная, долинная, инстративная, возраст четвертичный, поздний плейстоцен. Выделены 2 разобщенных участка — верхний и нижний. Золотоносные пласты имеют лентообразную форму шириной до 90 м при средней мощности 1-1,3 м. Россыпь прерывистая, с неравномерным распределением полезного ископаемого. Средняя крупность золота 1,34 мм, пробность изменяется от 726 до 866, возрастая сверху вниз по россыпи. Содержание золота варьирует от 0,35 до 82 г/м³

## Золотодобыча
Вскрыша торфов месторождения осуществлялась с применением открытых горных работ буро-взрывным способом при помощи тяжёлой и сверхтяжёлой землеройной техники. Промывка осуществлялась по гравитационной схеме обогащения, промывочный сезон обычно продолжался с начала июня по конец сентября.
Всего на месторождении к 2012 году добыто около 77 тонн золота (вместе с россыпью руч. Астория).

## Современное состояние
На сегодняшний день разработкой участков месторождения занимается старательская артель Полярная. В последние годы добыча не превышает первые сотни килограмм золота в год.

## Уникальные находки
В 1992 году на участке у ручья Фортуна (где и было обнаружено первое золото) был добыт один из крупнейших найденных в России самородок весом 20 кг 336 г. В настоящее время он хранится в Алмазном фонде России.